# بیلبورد هات ۱۰۰ ویتنام
بیلبورد هات ۱۰۰ ویتنام (انگلیسی: Billboard Vietnam Hot 100) یک جدول رتبه‌بندی ترانه در ویتنام بود که توسط بیلبورد ویتنام از ژانویه ۲۰۲۲ تا ژانویه ۲۰۲۴ گردآوری شد. نمودار هر هفته در روز پنجشنبه (آی‌سی‌تی) در هر دو وب سایت بیلبورد ویتنام و بیلبورد به روز می‌شود.
اولین آهنگ شماره یک جدول، «Mang tiền nội cho mế» (به معنی «برای مامان پول به خانه بیاور») توسط دن وی با حضور نگوین تاو در شماره ۱۴ ژانویه ۲۰۲۲ بود.